# 360 Carlova
A 360 Carlova (ideiglenes jelöléssel 1893 N) a Naprendszer kisbolygóövében található aszteroida. Auguste Charlois fedezte fel 1893. március 11-én.